# NGC 6357

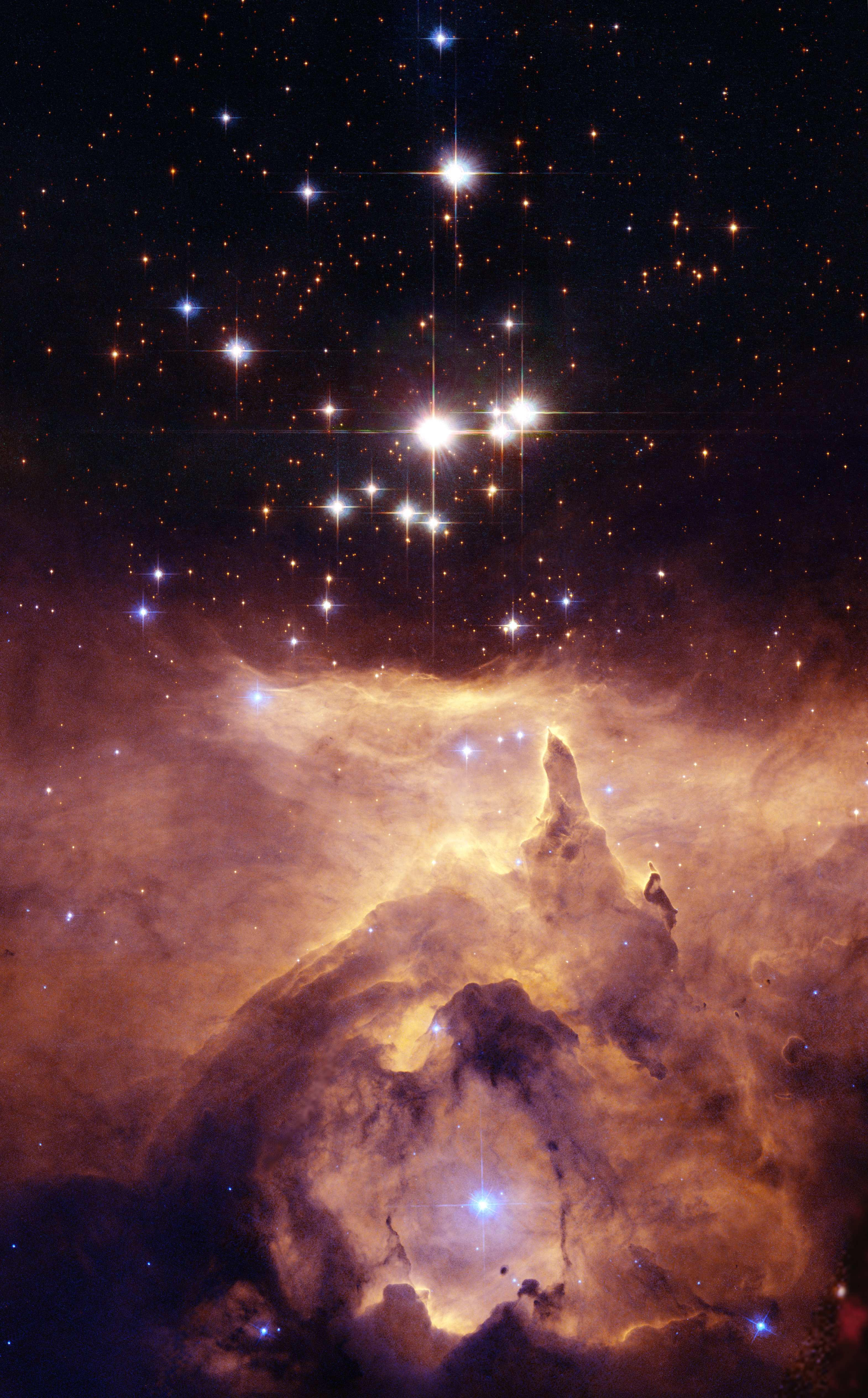
ハッブル宇宙望遠鏡(HST)で撮影したNGC 6357の中心Pismis 24-1
Credit: HST/NASA/ESA.

NGC 6357（Sh2-11）は、さそり座の散光星雲でNGC 6334の近くに位置する。
この星雲は、その外観からWar and Peace NebulaとMSXの科学者達に名づけられた。彼らは、星雲は赤外線画像では明るく、西部は鳩に似ていて、東部は頭蓋骨のように見えると述べた。日本では彼岸花星雲と呼ぶこともある。この星雲はガスの濃いディスクで覆われた多くの原始星を含んでいる。

## ピスミス24
この星雲は、いくつかの大質量星を持つ散開星団ピスミス24を含んでいる。ピスミス24で最も明るい星の1つピスミス24-1は、100M☉を超える星の連星系である事が発見されるまでは、300M☉に近いとされて、記録上最も大質量星かもしれないと考えられていた。